# Исчезнувшие сёла (Красноперекопский район)
В Красноперекопском районе за время после присоединения Крыма к России, то есть с 1774—1783 годов, исчезло свыше полусотни поселений. Точное число установить, видимо, невозможно, поскольку, например, перечисленные в Камеральном Описании Крыма… 1784 года деревни точной географической привязки зачастую не имеют. В период самой массовой эмиграции крымских татар после Крымской войны 1853—1856 годов, в Турцию в районе практически не осталось коренного населения, но почти все деревни были возрождены переселенцами из материковой России или крымскими немцами. Также, возникали и исчезли поселения, связанные с добычей соли и часто отмеченные в единственном документе (многочисленные соляные кварталы и соляные участки); в конце XIX — начале XIX века под влиянием столыпинских реформ возникали хутора, большинство из которых исчезло после революции и в годы коллективизации. Последний этап ликвидации сёл был связан с опустеним после депортаций крымских немцев в 1941, татар, греков, армян и болгар в 1944 годах, последствиями войны, а в более поздние годы — укрупнениями хозяйств и ликвидацией неперспективных сёл.

## Сёла, включённые в состав других населённых пунктов
| Сёла, включённые в состав других населённых пунктов | Сёла, включённые в состав других населённых пунктов | Сёла, включённые в состав других населённых пунктов | Сёла, включённые в состав других населённых пунктов | Сёла, включённые в состав других населённых пунктов |
| Село                                                | К кому присоединено                                 | Старое название                                     | Годы включения                                      |                                                     |
| --------------------------------------------------- | --------------------------------------------------- | --------------------------------------------------- | --------------------------------------------------- | --------------------------------------------------- |
| Деде                                                | Кураевка                                            | —                                                   | 1948 год                                            |                                                     |
| Казённый участок № 4                                | Тихоновка                                           | —                                                   | 1948 год                                            |                                                     |
| Казённый участок № 8                                | Красноперекопск                                     | —                                                   | —                                                   |                                                     |
| Монастырка                                          | Источное                                            | —                                                   | с 1954 по 1960 годы                                 |                                                     |
| Мясниково                                           | Источное                                            | до 1948 года Гормир-Дрошак                          | с 1954 по 1960 годы                                 |                                                     |
| Соболево                                            | Новопавловка                                        | до 1948 года Адий-Кийгач                            | с 1954 по 1960 годы                                 |                                                     |
| Счастливцево                                        | Воинка                                              | —                                                   | с 1954 по 1960 годы                                 |                                                     |

- Каменка — встречается в Списке населённых пунктов Крымской АССР по Всесоюзной переписи 17 декабря 1926 года, как село Воинского сельсовета Джанкойского района с 8 дворами и 40 жителем (28 русских, 11 украинцев и 1 еврей)[7] и в «Справочнике административно-территориального деления Крымской области на 15 июня 1960 года», как село того же сельсовета[8]; присоединено к селу Шатры к 1968 году[9].

Более ранние объединения сёл, если и происходили, в доступных источниках не отражены.

## Сёла, исчезнувшие до 1926 года
| Сёла, исчезнувшие до 1926 года | Сёла, исчезнувшие до 1926 года  | Сёла, исчезнувшие до 1926 года | Сёла, исчезнувшие до 1926 года | Сёла, исчезнувшие до 1926 года |
| Село                           | Координаты                      | Местоположение (сельсовет)     | Годы упразднения               |                                |
| ------------------------------ | ------------------------------- | ------------------------------ | ------------------------------ | ------------------------------ |
| Алчин                          | 45°53′05″ с. ш. 34°03′25″ в. д. | Магазинский сельсовет          | с 1892 по 1900 год             |                                |
| Берды-Булат                    | 45°52′10″ с. ш. 34°03′25″ в. д. |                                | с 1915 по 1926 год             |                                |
| Буркут                         | 45°50′20″ с. ш. 33°50′20″ в. д. | Новопавловский сельсовет       | с 1865 по 1892 год             |                                |
| Денгильчик                     | 46°03′35″ с. ш. 33°55′55″ в. д. | Красноармейский сельсовет      | с 1915 по 1926 год             |                                |
| Джанлар                        | 45°51′05″ с. ш. 34°03′15″ в. д. | Магазинский сельсовет          | с 1892 по 1900 год             |                                |
| Ильгери-Бий-Болуш              | 45°48′15″ с. ш. 33°58′20″ в. д. | Орловский сельсовет            | с 1892 по 1900 год             |                                |
| Кучук-Мамчик                   | 45°51′50″ с. ш. 33°56′40″ в. д. | Новопавловский сельсовет       | с 1892 по 1900 год             |                                |
| Яни-Мангит                     | 45°48′15″ с. ш. 33°51′55″ в. д. |                                | с 1865 по 1867 год             |                                |

Перечисленные ниже сёла встречаются лишь в одном-двух исторических документах и сведений о них не достаточно для создания полноценной статьи.
- Агаче 45°57′40″ с. ш. 33°51′35″ в. д.HGЯO — встречается на карте Мухина 1817 года, где обозначена пустующей[10] и на карте 1842 года, где на том же месте обозначены развалины деревни Бодрак[11].
- Адаман 46°00′20″ с. ш. 33°53′10″ в. д.HGЯO — встречается на карте 1836[12] и 1842 года[13], как развалины.
- Байказак (казёный участок) — упоминается в Статистическом справочнике… 1915 года, согласно которому в селе Байказак (казёный участок) Джурчинской волости Перекопского уезда числился 1 двор с немецким населением в количестве 17 человек приписных жителей и 6 «посторонних»[14].
- Бюлек 45°54′15″ с. ш. 33°42′50″ в. д.HGЯO — встречается только на карте Мухина 1817 года, где обозначена пустующей.
- Васильевка — упоминается только в «…Памятной книжке Таврической губернии на 1892 год», как деревня Воинской волости со 62 жителями в 12 дворах
- Той-Тёбе 45°51′10″ с. ш. 33°53′00″ в. д.HGЯO (координаты определены приблизительно) — встречается только на карте Мухина 1817 года как Туйтебе без обозначения числа дворов[15].
- Чигир Немецкий — упоминается только в «…Памятной книжке Таврической губернии на 1900 год», как деревня Воинской волости со 108 жителями в 17 дворах[16]

## Сёла, исчезнувшие с 1926 по 1948 год
В данном списке представлены сёла, фигурирующие в «Списке населённых пунктов Крымской АССР по Всесоюзной переписи 17 декабря 1926 г» и не встречающиеся в послевоенных документах. Подавляющее большинство этих сёл были уничтожены немецкими оккупантами в 1941-44 годах, либо опустели и были заброшены в результате депортации из Крыма крымских татар, армян, болгар, греков и немцев.
| Сёла, исчезнувшие с 1926 по 1948 год | Сёла, исчезнувшие с 1926 по 1948 год | Сёла, исчезнувшие с 1926 по 1948 год | Сёла, исчезнувшие с 1926 по 1948 год | Сёла, исчезнувшие с 1926 по 1948 год |
| Село                                 | Координаты                           | Местоположение (сельсовет)           | Годы упразднения                     |                                      |
| ------------------------------------ | ------------------------------------ | ------------------------------------ | ------------------------------------ | ------------------------------------ |
| Берды-Булат (русский)                | 45°52′20″ с. ш. 33°50′35″ в. д.      |                                      | до 1941 года                         |                                      |
| Биюк-Бустерчи                        | 45°58′30″ с. ш. 33°51′45″ в. д.      | Вишнёвский сельсовет                 | с 1931 по 1941 год                   |                                      |
| Бой-Казак Татарский                  | 45°51′20″ с. ш. 33°43′05″ в. д.      | Ильинский сельсовет                  | с 1942 по 1948 год                   |                                      |
| Булат-Коджа                          | 46°03′15″ с. ш. 34°00′10″ в. д.      | Красноармейский сельсовет            | с 1942 по 1948 год                   |                                      |
| Джангара                             | 46°05′05″ с. ш. 34°01′10″ в. д.      | Красноармейский сельсовет            | с 1942 по 1948 год                   |                                      |
| Джан-Сакал-Мангит                    | 45°47′20″ с. ш. 33°53′05″ в. д.      | Братский сельсовет                   | с 1942 по 1948 год                   |                                      |
| Домузла                              | 46°07′30″ с. ш. 33°46′00″ в. д.      | —                                    | с 1926 по 1941 год                   |                                      |
| Казённый участок № 3                 | 46°03′40″ с. ш. 33°48′50″ в. д.      | —                                    | с 1942 по 1948 год                   |                                      |
| Керлеут                              | 45°53′55″ с. ш. 34°03′17″ в. д.      | Магазинский сельсовет                | до 1942 года                         |                                      |
| Кок-Сакал                            | 46°04′30″ с. ш. 34°59′10″ в. д.      | Красноармейский сельсовет            | с 1926 по 1941 год                   |                                      |
| Новый Бой-Казак                      | 45°53′30″ с. ш. 33°42′40″ в. д.      | Ильинский сельсовет                  | с 1942 по 1948 год                   |                                      |
| Онгар-Найман                         | 45°48′40″ с. ш. 33°43′25″ в. д.      | Ильинский сельсовет                  | с 1942 по 1948 год                   |                                      |
| Тимошино                             | 46°05′55″ с. ш. 33°49′20″ в. д.      |                                      | с 1926 по 1941 год                   |                                      |
| Чегир                                | 45°53′25″ с. ш. 33°51′35″ в. д.      | Ишуньский сельсовет                  | с 1942 по 1948 год                   |                                      |
| Чокрак-Керлеут                       | 45°57′40″ с. ш. 34°00′55″ в. д.      | Красноармейский сельсовет            | с 1941 по 1948 год                   |                                      |
| Якиш-Кашкара                         | 46°01′30″ с. ш. 34°01′55″ в. д.      | Красноармейский сельсовет            | с 1942 по 1948 год                   |                                      |
| Ялантуш-Вакуф                        | 45°49′00″ с. ш. 33°55′05″ в. д.      | Братский сельсовет                   | с 1942 по 1948 год                   |                                      |

Перечисленные ниже сёла встречаются лишь в одном-двух исторических документах и сведений о них не достаточно для создания полноценной статьи.
- Алексеевка 46°02′00″ с. ш. 33°50′30″ в. д.HGЯO — селение на восточном берегу озера Красное, южнее Карповой Балки; встречается на карте Крымского статистического управления 1922 года[17] и в Списке населённых пунктов Крымской АССР по Всесоюзной переписи 17 декабря 1926 года, согласно которому на хуторе Алексеевка, Армяно-Базарского сельсовета Джанкойского района, числилось 6 дворов, все крестьянские, население составляло 17 человек. В национальном отношении учтено: 5 русских, 3 армян, 2 украинцев, 2 татар, 5 записаны в графе «прочие»[7].
- Владиленовка — хутор. Упоминается в Списке населённых пунктов Крымской АССР по Всесоюзной переписи 17 декабря 1926 года, согласно которому на хуторе Ишуньского сельсовета числилось 11 дворов, все крестьянские, население составляло 47 человек, все украинцы[7].
- Карт-Казак № 2 — хутор. Упоминается в Статистическом справочнике Таврической губернии. Ч.II-я. Статистический очерк, выпуск пятый Перекопский уезд, 1915 год, согласно которому на хуторе Воинской волости Перекопского уезда числилось 8 дворов со смешанным населением в количестве 77 человек приписных жителей[14] и в Списке населённых пунктов Крымской АССР по Всесоюзной переписи 17 декабря 1926 года согласно которому на хуторе Ишуньского сельсовета Джанкойского района, числилось 2 двора (3 украинца, 1 русский, 1 записан в графе «прочие»)[7].
- Красное знамя № 2 — упоминается в Списке населённых пунктов Крымской АССР по Всесоюзной переписи 17 декабря 1926 года, как хутор Николаевского сельсовета Джанкойского района, с 13 дворами и 59 жителями (58 татар и 1 украинец)[7];
- Красное озеро (Береговая полоса) — упоминается в Списке населённых пунктов Крымской АССР по Всесоюзной переписи 17 декабря 1926 года, как хутор Ишуньского сельсовета Джанкойского района, с 9 дворами и 25 жителями (все украинцы)[7];
- Красный Сарай 45°49′20″ с. ш. 33°45′10″ в. д.HGЯO — встречается в Списке населённых пунктов Крымской АССР по Всесоюзной переписи 17 декабря 1926 года, как село Воронцовского сельсовета Джанкойского района, с 9 дворами и 51 жителем (50 украинцев и 1 русский)[7] и на карте Генштаба Красной Армии 1942 года[18].
- Магазинка Малая — видимо, сейчас южная часть Магазинки[19]. Упоминается в Статистическом справочнике Таврической губернии. Ч.II-я. Статистический очерк, выпуск пятый Перекопский уезд, 1915 год, согласно которому в деревне Малая Магазинка Воинской волости Перекопского уезда числилось 24 двора с русским населением в количестве 111 человек приписных жителей и 20 «посторонних»[14]. Согласно Списку населённых пунктов Крымской АССР по Всесоюзной переписи 17 декабря 1926 года, в селе Магазинка Малая, Ново-Александровского сельсовета Джанкойского района, числилось 37 дворов, все крестьянские, население составляло 214 человек, из них 113 украинцев, 95 русских, 1 грек, 5 евреев, действовала русская школа[7]. Возможно, она же, как Магазы татары с 8 жителями без домохозяйств записана в «…Памятной книжке Таврической губернии на 1892 год» в составе Воинской волости.
- Мангут (Тимошенко) — упоминается в Списке населённых пунктов Крымской АССР по Всесоюзной переписи 17 декабря 1926 года, как хутор Воронцовского сельсовета Джанкойского района, с 11 дворами, населением 29 человек (22 еврея и 7 русских[7].
- Мирный Труд 45°55′15″ с. ш. 33°52′25″ в. д.HGЯO — прежнее название Сарач. Обозначен на карте Генштаба 1941 года как Сарач[20], на подробной карте РККА северного Крыма 1941 года с 13 дворами[21], в последнийраз на карте Генштаба 1942 года как Мирный Труд[22].
- Мироновка 45°51′25″ с. ш. 33°57′45″ в. д.HGЯO — располагалась примерно в 1,5 километрах восточнее Долинки[23]; впервые встречается в «…Памятной книжке Таврической губернии на 1900 год», как деревня Воинской волости Перекопского уезда, с 7 дворами и 26 жителями, составлявшая Мироновское сельское общество[16]. По Статистическому справочнику Таврической губернии. Ч.II-я. Статистический очерк, выпуск пятый Перекопский уезд, 1915 год, в деревне Мироновка Воинской волости числилось 12 дворов с русским населением в количестве 62 человек приписных жителей и 31 «посторонних»[14].
- Филинка 46°00′25″ с. ш. 33°56′45″ в. д.HGЯO поселение у северного берега Киятского озера, к востоку от Смушкино, встречается на карте Крымского статистического управления 1922 года[24].

## Сёла, исчезнувшие после 1948 года
Сёла, исчезнувшие в этот период, стали жертвами проводившийся с конца 1950-х годов политики по укрупнению хозяйств и ликвидации «неперспективных» сёл с переселением их жителей в другие населённые пункты.
| Сёла, исчезнувшие после 1948 года | Сёла, исчезнувшие после 1948 года | Сёла, исчезнувшие после 1948 года | Сёла, исчезнувшие после 1948 года | Сёла, исчезнувшие после 1948 года |
| Село                              | Координаты                        | Старое название                   | Местоположение (сельсовет)        | Годы упразднения                  |
| --------------------------------- | --------------------------------- | --------------------------------- | --------------------------------- | --------------------------------- |
| Берёзовка                         | 45°51′40″ с. ш. 33°49′40″ в. д.   | до 1948 года Берды-Булат немецкий |                                   | с 1977 по 1985 год                |
| Будановка                         | 46°02′40″ с. ш. 33°43′30″ в. д.   | —                                 | Почётненский сельсовет            | с 1954 по 1968 год                |
| Заливное                          | 46°00′20″ с. ш. 33°40′45″ в. д.   | до 1948 года Карт-Казак №1        | Почётненский сельсовет            | с 1954 по 1968 год                |
| Златополь                         | 45°46′45″ с. ш. 34°01′35″ в. д.   | до 1948 года Кутюке татарское     | Воинский сельсовет                | с 1954 по 1968 год                |
| Казачье                           | 45°50′50″ с. ш. 33°54′00″ в. д.   | до 1948 года Новый Яланташ        | Ильинский сельсовет               | с 1954 по 1968 год                |
| Камышевка                         | 46°02′15″ с. ш. 34°03′15″ в. д.   | до 1948 года Биюк-Кият            | Вишнёвский сельсовет              | с 1954 по 1968 год                |
| Красный Сарай                     | 45°49′20″ с. ш. 33°45′10″ в. д.   |                                   |                                   | с 1926 по 1954 год                |
| Кураевка                          | 46°03′25″ с. ш. 33°38′55″ в. д.   | —                                 | Совхозненский сельсовет           | с 1977 по 1985 год                |
| Майорское                         | 45°47′35″ с. ш. 33°43′45″ в. д.   | до 1948 года Чолбасы              | Ильинский сельсовет               | с 1954 по 1968 год                |
| Межозёрное                        | 46°04′20″ с. ш. 33°50′15″ в. д.   | до 1948 года Чурюк                | Почётненский сельсовет            | с 1954 по 1968 год                |
| Мирный Труд                       | 45°55′15″ с. ш. 33°52′25″ в. д.   | Сарач                             |                                   | до 1954 года                      |
| Муравьёво                         | 45°50′40″ с. ш. 33°57′35″ в. д.   | до 1948 года Мамчук               | Воинский сельсовет                | с 1954 по 1968 год                |
| Новосельское                      | 46°08′35″ с. ш. 33°50′05″ в. д.   | до 1948 года Новый Чуваш          | —                                 | с 1954 по 1968 год                |
| Пятилетка                         | 45°59′35″ с. ш. 33°53′05″ в. д.   | до 1948 года Малый Бем и Копейка  | Ишуньский сельсовет               | с 1954 по 1968 год                |
| Пятиселье                         | 45°50′55″ с. ш. 33°54′35″ в. д.   | до 1948 года Бешаул               | Воинский сельсовет                | с 1954 по 1968 год                |
| Самокиши                          | 46°07′10″ с. ш. 33°46′40″ в. д.   | до 1948 года Караджанай           | Филатовский сельсовет             | с 1968 по 1977 год                |
| Сокол                             | 45°49′10″ с. ш. 33°48′40″ в. д.   | до 1948 года Джелишай             | Ильинский сельсовет               | 1977 год                          |
| Среднее                           | 45°53′30″ с. ш. 33°43′05″ в. д.   | до 1948 года Средний Сарай        | Ишуньский сельсовет               | с 1977 по 1985 год                |
| Тихоновка                         | 46°01′15″ с. ш. 33°46′50″ в. д.   | до 1948 года Казённый участок № 4 | Почётненский сельсовет            | с 1954 по 1968 год                |
| Штурмовое                         | 46°07′25″ с. ш. 33°49′05″ в. д.   | до 1948 года Старый Чуваш         | Филатовский сельсовет             | с 1954 по 1968 год                |

Перечисленные ниже сёла встречаются лишь в одном-двух исторических документах и сведений о них не достаточно для создания полноценной статьи.
- Берёзовка II — встречается в документах об упразднении, согласно которым ликвидирована до 1960 года, поскольку в «Справочнике административно-территориального деления Крымской области на 15 июня 1960 года» селение уже не значилось[26] (согласно справочнику «Крымская область. Административно-территориальное деление на 1 января 1968 года» — в период с 1954 по 1968 годы[27]), как село Воинского сельсовета;
- Красный Октябрь 45°52′20″ с. ш. 33°50′35″ в. д.HGЯO — обозначен на подробной карте РККА северного Крыма 1941 года без указания жилых дворов[28]. Встречается в указе 1948 года о переименовании населенного пункта колхоза «Красный Октябрь» в село с таким же названием. Ликвидировано до 1960 года, поскольку в «Справочнике административно-территориального деления Крымской области на 15 июня 1960 года» селение уже не значилось[26] (согласно справочнику «Крымская область. Административно-территориальное деление на 1 января 1968 года» — в период с 1954 по 1968 годы, как село Воинского сельсовета).